# Дубинино (Башкортостан)
Дуби́нино (баш. Дубинин) — село в Белорецком районе Башкортостана России, относится к Инзерскому сельсовету. 

## История
Своим названием обязано первым поселенцам, фамилия которых была Дубинины.  
До 1 января 1996 года относилось к упраздненному Татлинскому сельсовету.  
В начале XX века, приблизительно в 1905 году, три брата: Федор Поликарпович, Алексеей и Евгений на территории нынешнего Дубинина построили первый дом. Со временем к ним присоединились их родственники с семьями, хутор обрел жизнь. Братья занимались добычей руды, которую возили на Белорецкий металлургический завод для переплавки на чугун. Сначала во время добычи руды жили во временных балаганах, затем построили стационарное жилье. Их первые три избы стали началом истории хутора. Все его жители, до сих пор между собой называют хутор Дубинском. Задолго до его основания, это место в народе называли  Лоцмановкой, от слова  лоцман, им был дедушка братьев. Он занимался сплавом дерева по реке, часто тоже оставался на временный ночлег в этих местах. 

## Географическое положение
Расстояние до:
- районного центра (Белорецк): 57 км,
- центра сельсовета (Инзер): 45 км,
- ближайшей ж.-д. станции (Юша): 2 км.

## Население
| 2002 | 2009 | 2010 |
| ---- | ---- | ---- |
| 63   | ↗207 | ↘45  |